# Adrastos
Adrastos var en græsk sagnkonge i Argos. Han var lederen af "de syvs tog mod Theben", hvorom gamle sagn og episke digte fortalte. Engang var der nemlig til hans borg i Argos kommet to landflygtige for at søge beskyttelse: Polyneikes, der af sin bror Eteokles var fordrevet fra Theben, og Tydeus, der på grund af et mord var flygtet fra sit hjem Kalydon. Adrastos modtog dem gæstfrit, gav dem sine døtre til ægte og lovede at føre dem tilbage til deres fædreland. Anførerne for de stridsmænd, han samlede til toget mod Theben, var syv i alt (nemlig foruden de tre allerede
nævnte Amfiaraos, Kapaneus, Hippomedon og Parthenopaios). Under ugunstige varsler rykkede hæren ud, og i kampen om Thebens mure fandt alle heltene døden med undtagelse af Adrastos, der undslap på sin vingede hest Areion. Ti år senere førte han "epigonerne" (sønnerne af de faldne stridsmænd) mod byen, og dette tog endte med dens indtagelse. Men i kampen var hans søn Aigialeus faldet, og af sorg herover døde Adrastos kort efter. Flere steder i Grækenland dyrkedes han i den historiske tid som heros, især i Sikyon (hvor det synes, at Adrastos i den ældste tid har været betragtet som en gud, væsensbeslægtet med Dionysos).